# Virignin
Virignin ist eine französische Gemeinde im Département Ain in der Region Auvergne-Rhône-Alpes. Sie gehört zum Kanton Belley im Arrondissement Belley. Die Bewohner nennen sich die Virignolans.

## Geografie
Die Gemeinde Virignin liegt an der Rhône, die hier die Grenze zum Département Savoie bildet, sechs Kilometer südöstlich von Belley. Die Grenze zum westlich gelegenen Brens verläuft weitgehend am Canal de Derivation du Rhône entlang. Dieses künstliche, von der Rhône abzweigende Gewässer mündet beim Gemeindedreieck Brens/Virignin/La Balme in den vom Osten kommenden und anschließend nach Süden verlaufenden Fluss. Die weiteren Nachbargemeinden sind Belley im Norden, Parves-et-Nattages im Osten und Yenne im Südosten.
In Virignin werden Reben der Herkunftsbezeichnung Vin du Bugey kultiviert. Durch Virignin verläuft die RN 504.

## Bevölkerungsentwicklung
| Jahr                       | 1962 | 1968 | 1975 | 1982 | 1990 | 1999 | 2006 | 2014 | 2021 |
| -------------------------- | ---- | ---- | ---- | ---- | ---- | ---- | ---- | ---- | ---- |
| Einwohner                  | 393  | 394  | 417  | 517  | 550  | 643  | 725  | 1054 | 1127 |
| Quellen: Cassini und INSEE |      |      |      |      |      |      |      |      |      |

## Sehenswürdigkeiten
- Kirche Saint-Blaise
- Brücke Pierre-Châtel, 1226 als Ersatz für eine Brücke aus der Antike erbaut
- ehemalige Kartause Pierre-Châtel, von 1388 bis 1791 bestehendes Kartäuserkloster, Monument historique
- Fort-les-Bancs

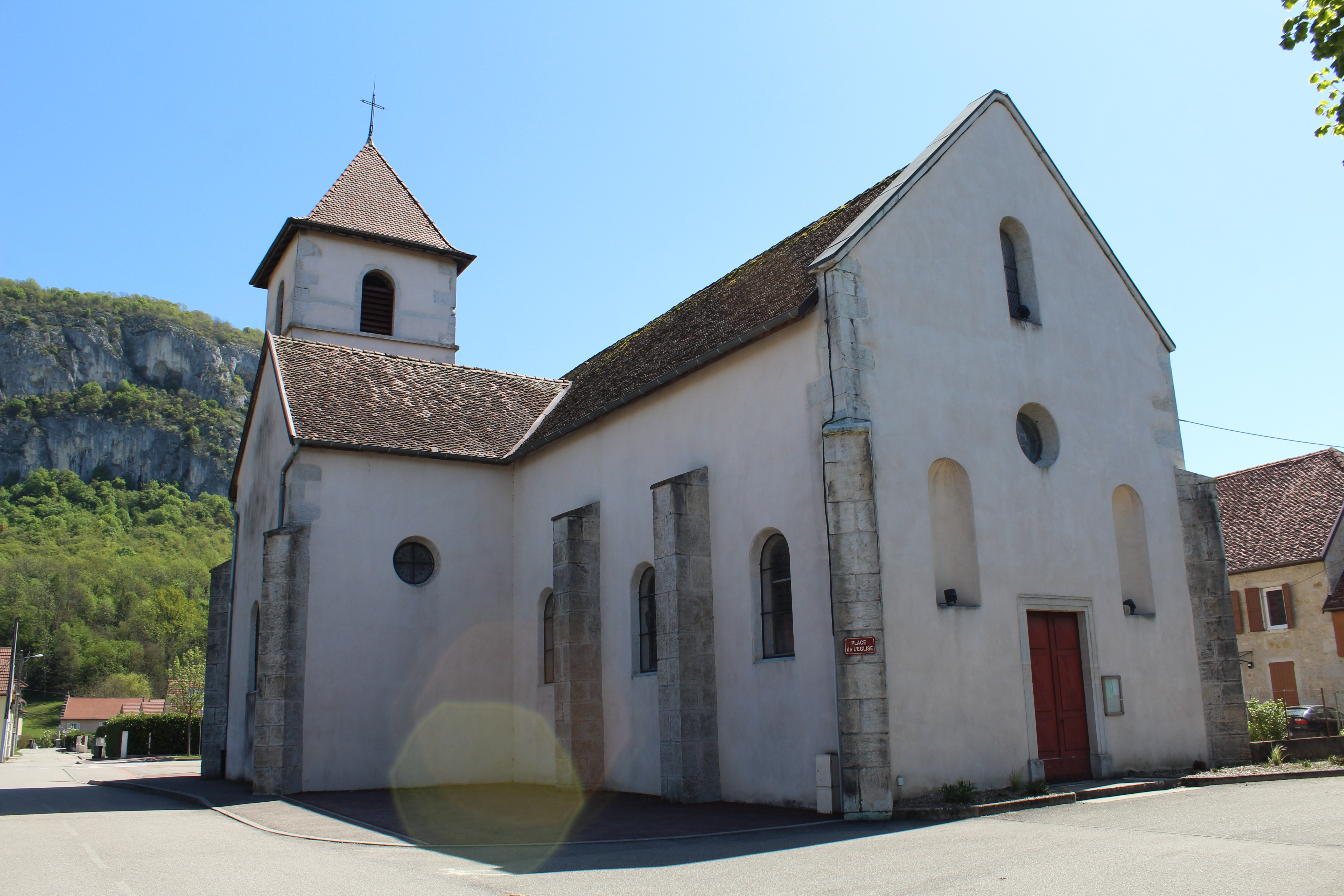
Kirche Saint-Blaise
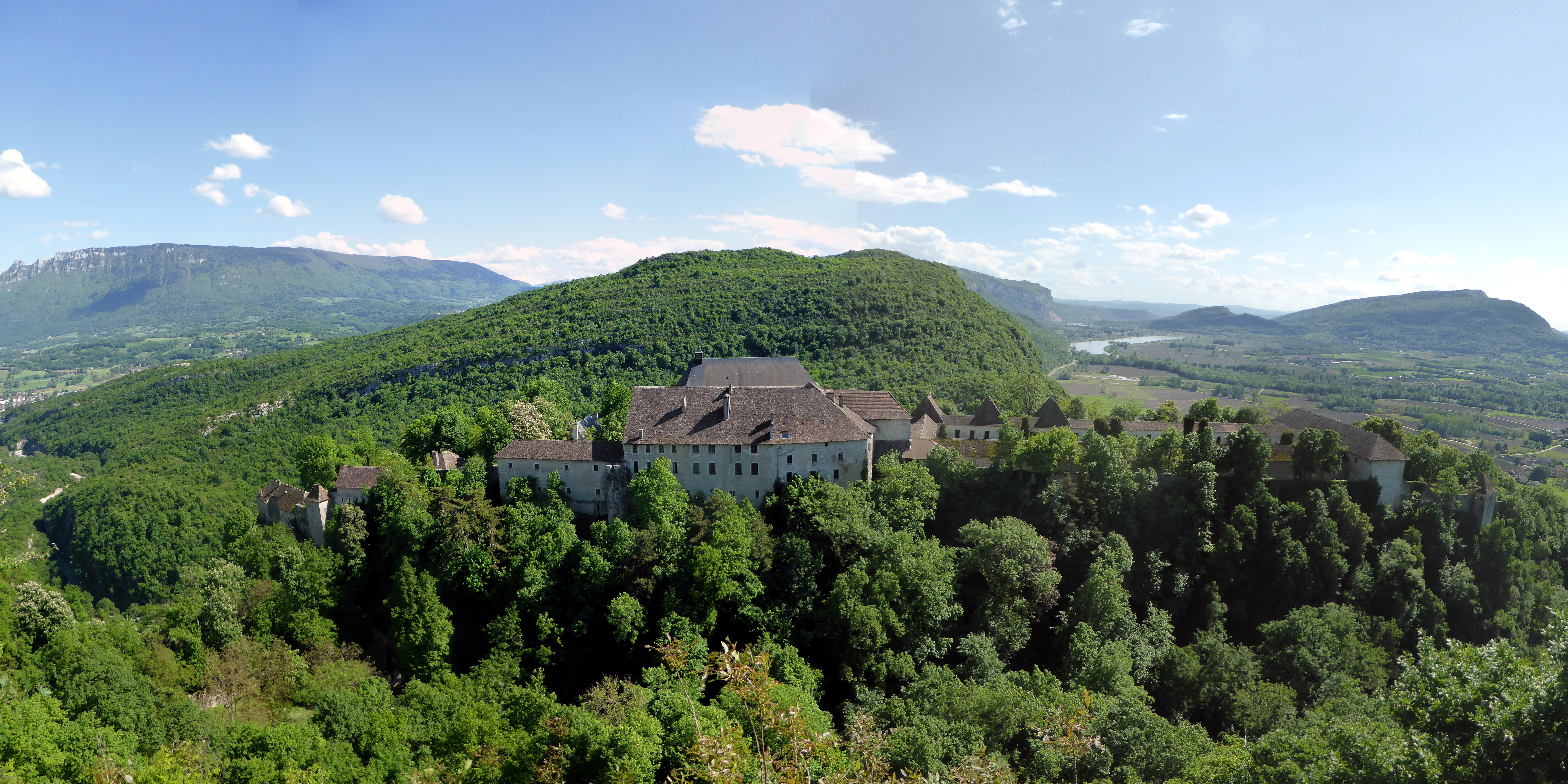
Die ehemalige Kartause Pierre-Châtel
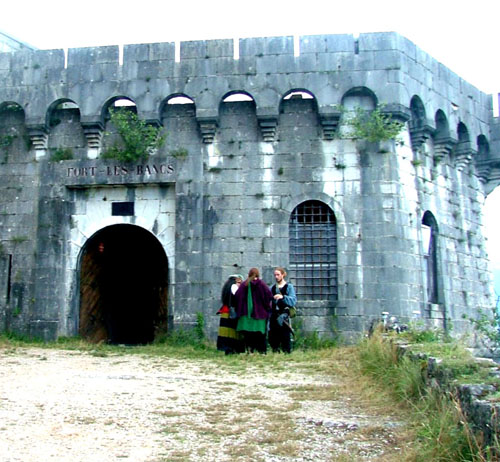
Das Fort-les-Bancs
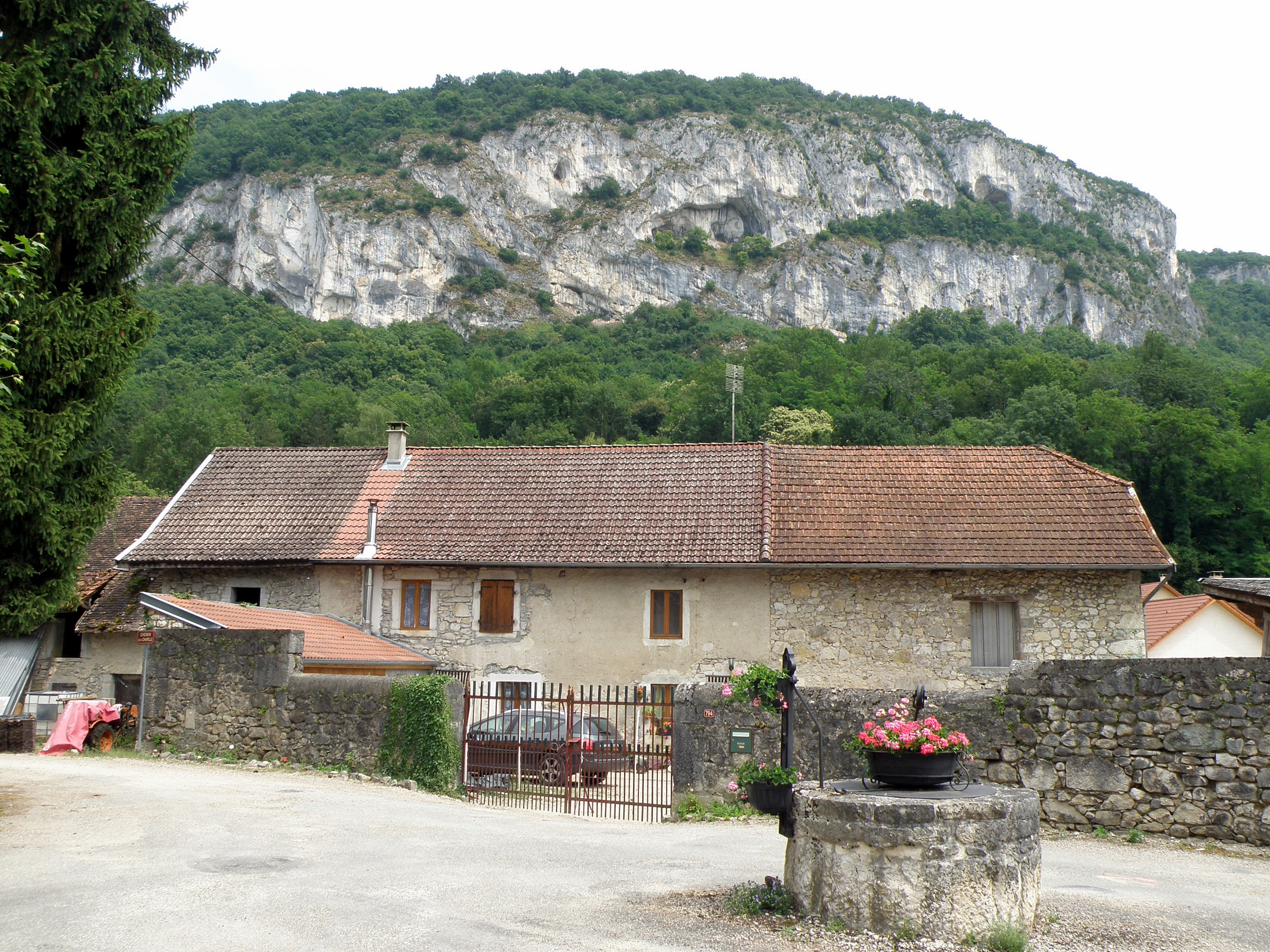
Haus im Ortsteil La Saume
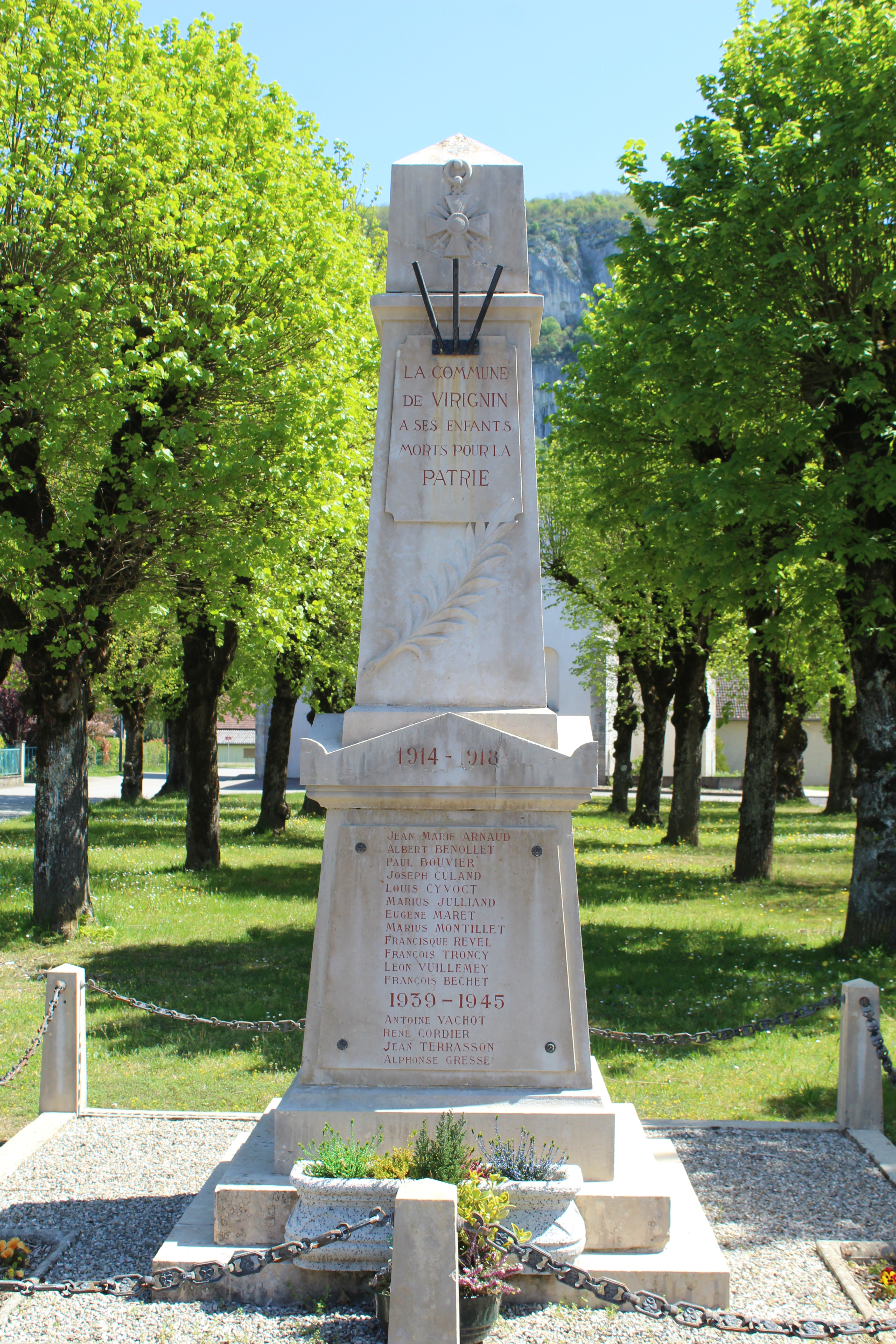
Gefallenendenkmal